# Cầu Brooklyn
Cầu Brooklyn là một trong những cây cầu treo lâu đời nhất Hoa Kỳ. Hoàn thành vào năm 1883, cây cầu kết nối hai khu của Thành phố New York là Manhattan và Brooklyn bị chia cắt bởi Sông Đông. Với trụ nhịp chính dài 486 mét (1.594,5 ft), nó là cây cầu treo dài nhất thế giới cho đến năm 1903 và là cây cầu treo đầu tiên làm bằng thép.
Kể từ khi thông xe, nó đã trở thành một phần biểu tượng của New York. Cây cầu đã được chỉ định là Di tích Lịch sử Quốc gia vào năm 1964.

Cầu Brooklyn vào ban đêm